# Villafranca d’Asti
Villafranca d’Asti – miejscowość i gmina we Włoszech, w regionie Piemont, w prowincji Asti.
Według danych na styczeń 2009 gminę zamieszkiwały 3164 osoby przy gęstości zaludnienia 245,1 os./1 km².